# Чанг, Мишель
Мишель С. И. Чанг (англ. Michelle C. Chang; 1977 г.р.) — профессор химии, химической и биомолекулярной инженерии Калифорнийского университета в Беркли, лауреат нескольких премий для молодых учёных за исследования в области биосинтеза биотоплива и фармацевтических препаратов (см. раздел Награды. Лауреат премии столетия 2022 года.

## Образование
В 1997 году Чанг получила степень бакалавра биохимии и степень бакалавра французской литературы в Калифорнийском университете.
Затем она обучалась в аспирантуре в Массачусетском технологическом институте в статусе научного сотрудника Национального научного фонда (1997—2000) и научного сотрудника Массачусетского технологического института / Фонда Merck (2000—2002). Она получила докторскую степень в 2004 году под руководством Джоанны Стуббе и Даниэля Г. Носера. Во время своей дипломной работы Чанг изучала протон-связанные реакции переноса электронов в ферментах рибонуклеотидредуктазы и продемонстрировала первое прямое свидетельство пути радикального переноса RNR класса I.
После окончания аспирантуры в статусе научного сотрудника Мемориального фонда Джейн Коффин Чайлдс для медицинских исследований в Калифорнийском университете в Беркли вместе с Джеем Кислингом (2004—2007) изучала реакции, катализируемые ферментами, и определила, что путём экспрессии растительных ферментов P450 в бактериях, таких как  E. coli, можно производить терпеноиды — класс натуральных продуктов, часто встречающихся в лекарствах.
С 2007 года началась её независимая карьера в Калифорнийском университете в Беркли.

## Награды
- 2007: Премия нового факультета Фонда Камиллы и Генри Дрейфуса
- 2008: Премия Фонда Арнольда и Мейбл Бекман для молодых исследователей
- 2008: TR35: Награда молодого новатора журнала Technology Review[7]
- 2009: Премия Национального научного фонда за раннее развитие карьеры (КАРЬЕРА)[8]
- 2010: Премия профессора Agilent за раннюю карьеру[9]
- 2011: Международная премия молодых талантов в области химии[10]
- 2011: Премия нового новатора NIH[11]
- 2012: Премия Агнес Фэй Морган за исследования[12]
- 2015: Премия ученого Артура Коупа[13]
- 2016: Премия Pfizer в области химии ферментов
- 2022: Премия столетия  за конструктивный вклад в области биосинтеза и биокатализа[1]

## Личная жизнь
Мишель родилась в Сан-Диего, Калифорния, в семье китайских иммигрантов с Тайваня. Муж— коллега по химическому колледжу Кристофер Чанг.

## Публикации
Научные статьи Чанг перечислены на сайте её группы.